# Blaswandler

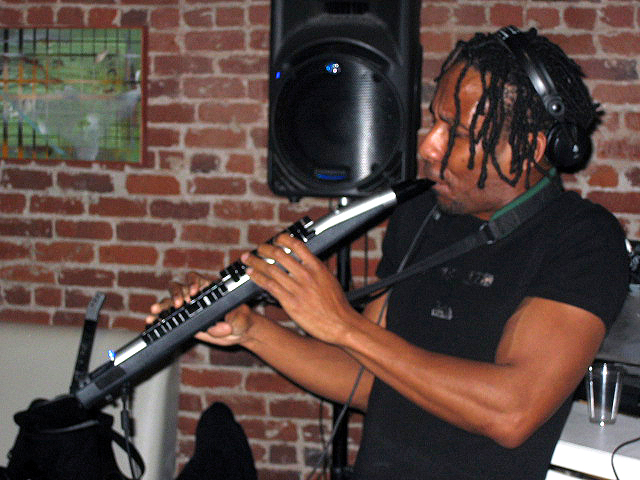
Blaswandler-Spieler

Ein Blaswandler (auch Elektronisches Blasinstrument, Blassynthesizer, englisch wind controller, wind synthesizer, breath controller) ist ein elektronisches Musikinstrument, das in der Spielweise einem herkömmlichen Blasinstrument (z. B. Blockflöte, Klarinette, Saxophon oder Melodica) nachempfunden ist. Der Blaswandler tastet über spezielle Sensoren Anblasluftstrom des Musikers und die Griffkombination einer klappenähnlichen Schalterkombination ab. Diese elektronischen Signale werden bei modernen Instrumenten in MIDI-Daten umgewandelt und gelangen zur eigentlichen Tonerzeugung in einen internen Synthesizer oder ein externes Soundmodul.

## Geschichte
In den 1930ern arbeitete der amerikanische Ingenieur Benjamin F. Miessner an verschiedenen elektroakustischen Instrumenten. Darunter war auch eine elektroakustische Klarinette, die er 1936 als Patent anmeldete. Für diese entwickelte er einen speziellen elektromagnetischen Tonabnehmer, mit dem die Schwingung des Rohrblatts abgetastet werden konnte. Diese Erfindung markiert den Beginn der Geschichte der elektronischen Blasinstrumente.
Die ersten Experimente mit voll-elektronischen Musikinstrumenten sind von Leo F. J. Arnold bekannt. Er meldete 1941 ein Patent für eine elektronische Klarinette an. Bei diesem Instrument wurde der Anblasdruck dazu verwendet, einen Ein/Aus-Schalter anzusteuern.
Der Franzose Georges Jenny und der Deutsche Ingenieur Ernst Zacharias spielten eine wesentliche Rolle in der Entwicklung der ersten elektronischen Blaswandler in den 1950er Jahren. Jenny meldete sein erstes Patent für ein elektronisches Blasinstrument 1951 an. Darin wird ein Blaswandler für stufenlose Lautstärkensteuerung beschrieben, der mit einem Piezoelement funktioniert. Die Prototypen von Zacharias, welcher ab 1956 elektronische Blasinstrumente entwickelte, führten zum ersten kommerziell vermarkteten elektronischen Blassynthesizer – der Hohner Electra-Melodica, die 1967 veröffentlicht wurde. Der amerikanische Trompeter und Ingenieur Nyle Steiner begann in den 1960er Jahren mit der Entwicklung einer elektronischen Trompete. Der in den frühen 1970er Jahren entwickelte Prototyp des EVI (Electronic Valve Instrument) wurde bis heute weiterentwickelt und zeitweise von der Firma Akai verkauft.
In den 1970er Jahren folgten der Electra-Melodica weitere analoge Blassynthesizer wie z. B. Crumar Lyricon, Steiner EVI, Martin Martinetta und Realton Variophon. Ab den 1980er Jahren wurden die Blassynthesizer zunehmend mit MIDI-Controllern kombiniert (z. B. Casio Digital Horn, Akai EWI) und entwickelten sich in weiterer Folge zu reinen Breath-Controllern ohne eigene Synthese-Einheit weiter (z. B. die Yamaha WX-Serie oder TEControl USB MIDI Breath Controller). Bis heute werden neue Geräte entwickelt, wie z. B. das 2016 vorgestellte Roland Aerophon AE-10 sowie der Aodyo Sylphyo.

## Spielweise und Technik
Ein Blaswandler ist auf unterschiedliche Arten spielbar. So bot Yamaha beim WX5 ein Saxophon- bzw. Blockflöten-ähnliches Kunststoffmundstück an. Die Griffe sind bis zu einem gewissen Grad einstellbar, aber größtenteils denen eines Saxophons ähnlich. Bei dem WX5 sind die Klappen so gebaut, dass man sie drücken muss, während man die Tasten eines EWI von Akai lediglich berühren muss (touch sensitive pads). Der Tonumfang beträgt 6 bis 8 Oktaven, die mit dem Daumen an der Rückseite ausgewählt werden können.
Moderne Geräte reagieren wie ein konventionelles Instrument auf die Dynamik und die Stärke des Luftstroms und verändern damit die Klangfarbe. Gespeist wird die Auswahl der spielbaren Instrumente durch eine sogenannte „Soundbank“, in der die verschiedenen Klangfarben abrufbar sind.

## Bedeutende Künstler
Einer der ersten Musiker, der dieses Instrument spielte, war der Saxophonist Wayne Shorter mit einem Lyricon der Firma Computone. Der polnischstämmige Multiinstrumentalist Michał Urbaniak spielte das Lyricon zusammen mit Billy Cobham. Der kalifornische Saxophonist Tom Scott verhalf dem Instrument mit seiner Band L. A. Express und der Titelmusik zur TV-Serie Starsky & Hutch zu breiterer Popularität. Auf sehr hohem Niveau verwendete der amerikanische Saxofonist Michael Brecker den AKAI EWI Blaswandler. Weitere Künstler sind Martin Hurni, Erfinder des Synthophones, der Schweizer Saxofonist G-SAX, Bob Mintzer sowie die Japaner Masato Honda und Miyazaki Takahiro. Im zeitgenössischen Jazz werden Blaswandler von Seamus Blake, Mark Shim und Chase Baird eingesetzt.